# Gonomyia (Prolipophleps) brachiostyla
Gonomyia (Prolipophleps) brachiostyla is een tweevleugelige uit de familie steltmuggen (Limoniidae). De soort komt voor in het Palearctisch gebied.